# Emmanuella Lambropoulos
Emmanuella Lambropoulos, née le 12 septembre 1990 à Saint-Laurent, est une enseignante et femme politique canadienne.
Membre du Parti libéral du Canada, elle est députée à la Chambre des communes de la circonscription de Saint-Laurent depuis l'élection partielle en 2017.

## Biographie

### Jeunesse et formation
Emmanuella Lambropoulos naît et grandit dans l'arrondissement Saint-Laurent de Montréal. Elle fréquente l'école primaire Gardenview, l'école secondaire Lauren Hill Academy et le collège Vanier, où elle reçoit le prix du programme après l'obtention de son diplôme, décerné en reconnaissance de ses réalisations exceptionnelles dans le cadre du Programme de sciences sociales (psychologie majeure). 
Lambropoulos étudie à l'Université McGill, où elle obtient un baccalauréat en éducation en 2013. Pendant cette période, elle est présidente de l'Association des étudiants helléniques de McGill. Elle fait ses premiers pas dans le domaine de l'éducation en soutenant les étudiants ayant des troubles d'apprentissage. Elle devient ensuite enseignante à l'Académie LaurenHill, où elle enseigne pendant six ans. Lambropoulos enseigne également le français et l'histoire à l'école secondaire Rosemount.
Elle parle parle anglais, grec et français.

### Carrière politique
Membre du Parti libéral du Canada, Emmanuella Lambropoulos représente la circonscription de Saint-Laurent à la Chambre des communes depuis son élection lors d'une partielle en 2017. Le siège est devenu disponible lorsque le député sortant, Stéphane Dion, a annoncé qu'il quitterait la politique en janvier 2017, à la suite d’un remaniement ministériel au cours duquel il a perdu son portefeuille de ministre des Affaires étrangères. Lambropoulos était déjà bénévole dans l'équipe de Stéphane Dion.
Elle remporte l'investiture libérale le 8 mars 2017 en battant la candidate privilégiée, Yolande James. James avait auparavant été ministre provinciale et avait des liens étroits avec le Parti libéral. Toutefois, elle est arrivée en troisième place. Un autre candidat probable, Alan DeSousa, n'a pas été inclus sur le bulletin de vote après avoir été refusé par le Parti libéral. Elle est officiellement élue députée à l'élection partielle de Saint-Laurent le 3 avril 2017 avec 59,1 % des voix.
Elle est réélue députée le 21 octobre 2019, avec 58,9 % des voix.
Le 19 novembre 2020, « La députée libérale Emmanuella Lambropoulos a annoncé son intention de quitter le comité permanent des langues officielles après avoir mis en doute le recul de la langue française à Montréal et au Québec. Prenant la parole devant le comité, jeudi après-midi, l'élue montréalaise a présenté ses plus profondes excuses à toutes les personnes qu'elle aurait offusquées ».
Elle est réélue lors des élections anticipées du 20 septembre 2021 et de nouveau en 2025.